# Die indiskreten Kleinode

Büste des Denis Diderot von Jean-Baptiste Pigalle, (1777)

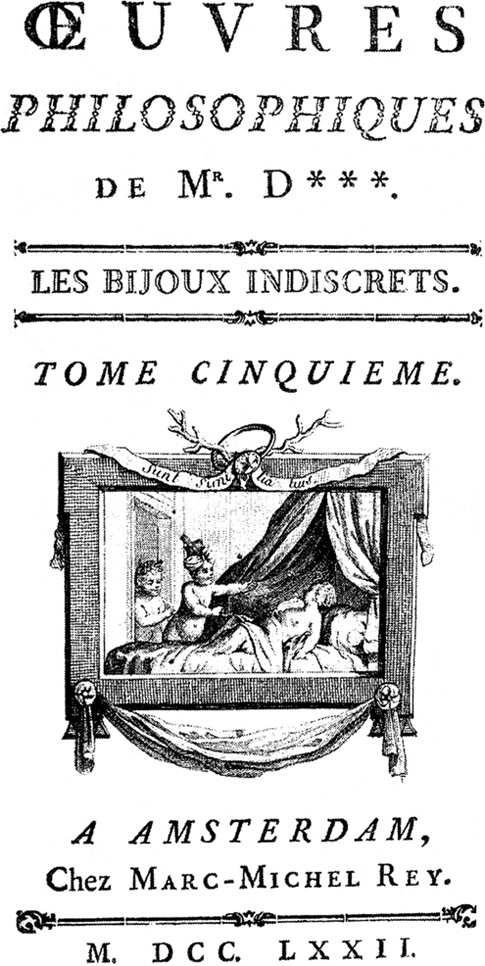
Titelblatt von Diderots "Les Bijoux indiscrets", Ausgabe Amsterdam 1772

Die indiskreten Kleinode (französischer Originaltitel Les Bijoux indiscrets; deutsche Übersetzungen auch unter den Titeln Die geschwätzigen Muscheln (1776), Die Verräter (1793) und Die geschwätzigen Kleinode (1906)) war der erste Roman von Denis Diderot, der 1748 zunächst anonym bei Laurent Durand erschien.

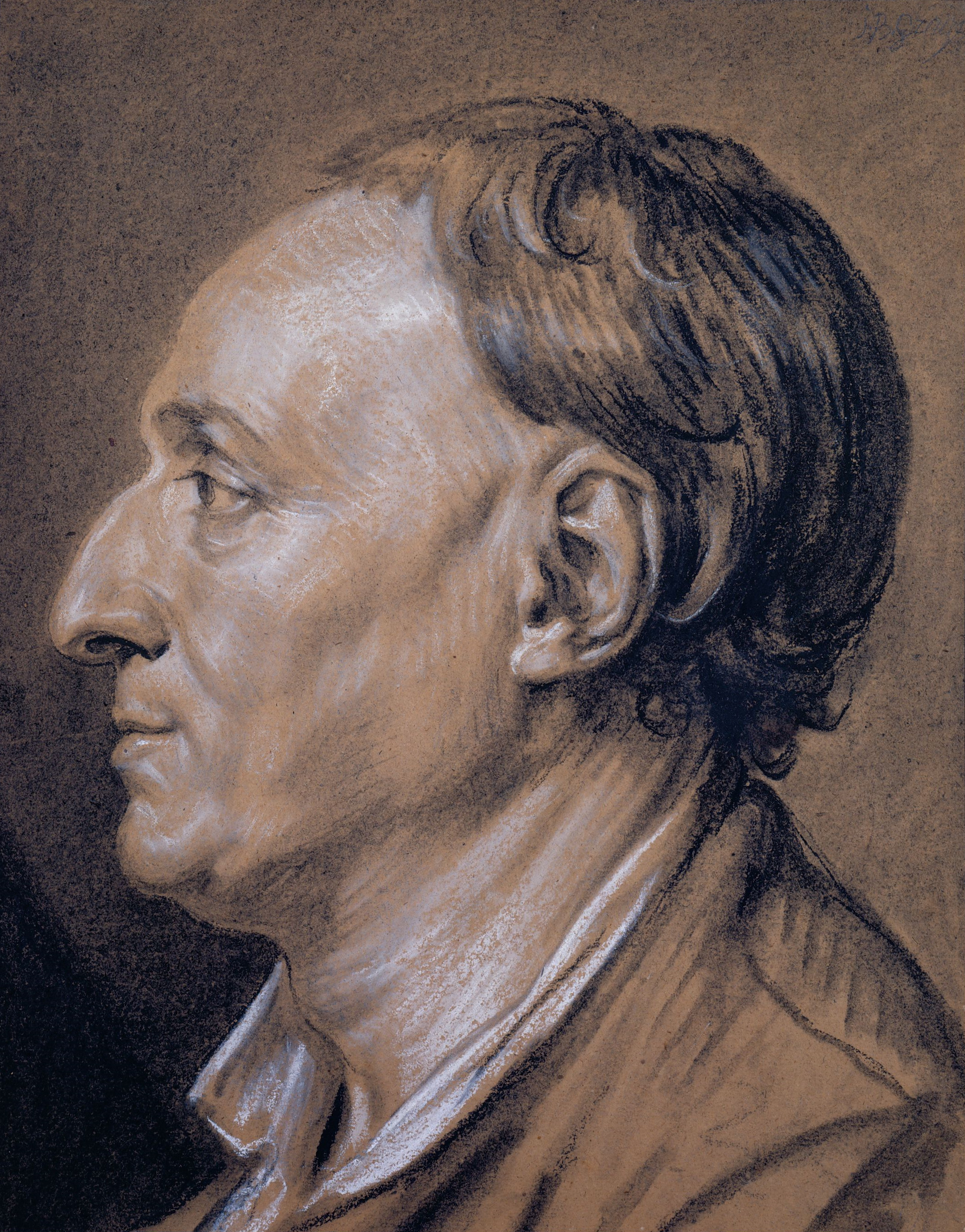
Der Autor des Romans Les bijoux indiscrets im Jahre 1766 Denis Diderot (1713–1784)

## Allgemeines
Das Werk wurde laut der Tochter Marie-Angélique Diderot (1753–1824) innerhalb von zwei Wochen aus Anlass einer Wette verfasst, bei der ihr Vater behauptet hatte, die erotischen Romane der Zeit seien quasi Dutzendware, die auch er zu fabrizieren in der Lage sei. Das Honorar sei an seine Geliebte, Madeleine de Puisieux, gegangen.
Les Bijoux indiscrets erinnern als Erzählung an die Rahmenerzählung mit Schachtelgeschichten der Sammlung Tausendundeine Nacht. Der Orientalist Antoine Galland übersetzte zwischen 1704 und 1708 vermutlich als Erster diese Erzählung in die französische Sprache. In der Folge wurde es in Frankreich zur Mode, eine Vielzahl solcher orientalischer Erzählungen zu erfinden.
Eine Parallele zeigt sich zu dem Werk Le Sopha (1742) von Claude-Prosper Jolyot de Crébillon (deutsch: Der Sopha, Berlin 1765; Das Sofa, Berlin 1968). Dort erzählt ein Sofa, dessen Seele eine frühere Inkarnation eines an Seelenwanderung glaubenden Erzählers eines Sultans ist, anhand seiner hautnah miterlebten Liebesbemühungen von Frivolität und Moral der Erotik. Aber immer wenn es am spannendsten wird, redet zum Ärger des Sultans der Erzähler über Dichtungstheorie.

## Inhalt
Die Haupt- und Rahmenhandlung spielt in einem fiktiven Sultanat Kongo um den Sultan Mangogul und seine Favoritin Mirzoza. Beide, nun vier Jahre in einem intimen Verhältnis, sind auf der Suche nach Abwechslung. Sie glauben, dieses in der voyeuristischen Berichterstattung über galante Unternehmungen ihrer Zeitgenossen im Sultanat zu erlangen. Man zieht Cucufa, den genialen Erfinder oder Zauberer, hinzu. Mangogul bekommt nun von diesem einen wundersamen Ring geschenkt, mit dem er die „bijoux“, die „Kleinode“ bzw. die „Schmuckstücke“, also das Geschlechtsteil der Frauen zum Sprechen bzw. Erzählen bringen kann, wenn jener Ring auf diese gerichtet wird.
Die sprechenden „Kleinode“ (vaginae loquentes) plaudern sodann die Wahrheit über die Heuchelei am Hofe aus. Der Ring kann jedes Kleinod dazu bringen, die intimsten Erfahrungen, Geheimnisse und Gedanken ihrer Trägerin zu erzählen, völlig gegen deren Willen. Dies ermöglicht es dem Sultan, sich nicht nur über jegliche Art von sexuellen Ausschweifungen all seiner Untertanen, sondern auch über Korruption, Käuflichkeit, Heuchelei und Verlogenheit seiner gesamten Umgebung in Kenntnis zu setzen.
Damit wurde der Roman zu einer Allegorie der Herrschaft von Ludwig XV. und seiner Mätresse Madame de Pompadour. Die Stadt Banza stand für Paris, und mit dem Congo war Frankreich leicht erkennbar, der Großvater von Mangogul entsprach Ludwig XIV. und hieß Kanoglu.
Zu Beginn des Werkes werden die räumlichen, zeitlichen und familiären Umstände des Herrschers Mangogul erläutert: seine Geburt, Erziehung und frühen Herrschaftsjahre als junger Sultan. Anhand der Angaben wird die Fiktionalität deutlich. Die räumlich lokale Zuordnung des Sultanats wurde im fiktiven Staat Congo angesiedelt, der Herrschersitz heißt Monomotapa unweit der Stadt Banza.
Sultan Mangogul probiert die Liebe am Hof nacheinander mit 30 Damen aus, mit mal mehr, mal weniger überraschendem Ergebnis, das meist jedoch in eine erotische Erzählung mündet. Die Serie endet damit, dass der Sultan entgegen seinem Versprechen den Ring auch auf Mirzoza richtet. Sie erweist sich als tugendhaft und verzeiht ihm um den Preis, dass er den Ring Cucufa zurückgibt.
Der Roman verwendet das Strukturmuster der damals vielgelesenen Sammlung Tausendundeine Nacht, die Antoine Galland 1704 bis 1708 in einer sehr erfolgreichen französischen Fassung herausgebracht hatte. Aber auch Fabliaus Le Chevalier qui fit les cons parler, eine mittelalterliche französische Schwankerzählung in Versen, bedient sich dieses Sujets. Inhaltlich orientiert er sich an der Gattung des „Roman licencieux“, des „freizügigen“ Romans der Epoche, wie er beispielsweise mit großem Erfolg von Crébillon fils produziert wurde.
Diderot erweist sich in den Bijoux als brillanter Erzähler und behandelt ganz nebenher auch Themen, die ihn als „Aufklärer“ beschäftigten. Dazu gehörten neben „tiefenpsychologischen Vorstellungen“, die „fast schon Sigmund Freud ankündigen“ besonders der „Streit zwischen alter und neuer Philosophie“: zwischen „Metaphysik und [Natur-]Wissenschaft“. Diese gründet auf der „übermächtigen Erfahrung“ und reißt die „Säulenhalle“ der spekulativen Metaphysiker ein.

## Hintergrund und Rezeption
Diderot nutzte in Die indiskrete Kleinode das Motiv der Vagina loquens, das wahrscheinlich zum ersten Mal in der Literatur bei der mittelalterlichen Fabliau Le Chevalier qui fist parler les cons aus dem 13. Jahrhundert auftaucht. Zentral daran ist, dass die „unteren Lippen“ der Frau hier die Wahrheiten aussprechen, die die oberen Lippen sich nicht zu sagen trauen.
Das Motiv wurde später bis in die Moderne mehrfach aufgegriffen. So nutzte der Regisseur Claude Mulot die Geschichte Diderots und setzte sie für seinen Film Le Sexe qui parle um. Später wurde das Motiv unter anderem auch in dem Film Chatterbox von 1977 von Tom DeSimone eingesetzt, der eine Softcore-Komödie auf der Basis der Vorlage von Mulot darstellt. Auch das moderne Theaterstück Die Vagina-Monologe baut auf dem Motiv der sprechenden Vulva oder Vagina auf.

## Ausgaben
Französisch
- Les Bijoux indiscrets.  Au Monomotapa, sans nom d’éditeur ni date. 2 vol. Paris 1748
- Les Bijoux indiscrets. Mit farbigen Illustrationen von G. de Sonneville. Paris um 1920. (Bibliothèque Précieuse.)

Deutsch. Erstübersetzung 1776 von Johann Baptist von Knoll, geb. 1748 in Ravensburg, die Grundlage vieler weiterer dt. Übertragungen
- Die Verräter. [Übersetzung von Carl Friedrich Cramer.] [Vieweg, Braunschweig 1793.]
- Die geschwätzigen Kleinode. (Die Verräther) Nach einer Übersetzung des 18. Jahrhunderts neu hrsg. von Lothar Schmidt. Mit 7 Illustrationen von Franz von Bayros. Müller, München 1906
- Die geschwätzigen Kleinode. Nach alter Übersetzung bearb. und hg. von Manfred Naumann. Neun Farbtafeln von Klaus Ensikat. Mit Vorbemerkung von Lessing. Eulenspiegel, Berlin 1976 u. ö. (4 Auflagen, zuletzt 1986). Ohne ISBN
- Die indiskreten Kleinode.  Nach der ältesten deutschen, wahrscheinlich noch zu Lebzeiten des Dichters verfassten Übersetzung bearb. u. hrsg. von Jochen Wilkat. Heyne, München 1968 DNB 456451315. Reihe: Exquisit Bücher, 13
- Die geschwätzigen Kleinode. Übers. Hans Jacob. Kiepenheuer, Leipzig 1983. Ohne ISBN
- Die indiskreten Kleinode. In Das erzählerische Gesamtwerk, 2 bzw. Sämtliche Romane und Erzählungen, 1 (=WBG). Ungek. Ausgabe. Übers., Hg. und Anmerkungen durch Hans Hinterhäuser. Ullstein, Berlin 1987 ISBN 3-548-37145-0 oder Wissenschaftliche Buchgesellschaft WBG, Darmstadt 1985 ohne ISBN.[7] Zuerst Propyläen, Berlin 1966 mit 25 Federzeichnungen von Charles Lapicque
- Die Verräter. Übers. F. L. W. Meyer (s. o. 1793). Insel, Frankfurt & Leipzig 1992 DNB 920706827 ISBN 3-458-33079-8